# Denys Carnill
Denys John Carnill  (Hampstead, Engleska, 11. ožujka 1926.) je bivši engleski hokejaš na travi. 
Osvojio je brončano odličje na hokejaškom turniru na Olimpijskim igrama 1952. u Helsinkiju igrajući za Uj. Kraljevstvo. 
Na Olimpijskim igrama 1956. u Melbourne igrajući za Uj. Kraljevstvo je osvojio 4. mjesto. 
Na Olimpijskim igrama 1960. u Rimu igrajući za Uj. Kraljevstvo je osvojio 4. mjesto.

## Vanjske poveznice
- Profil na Sports-Reference.com  Arhivirana inačica izvorne stranice od 14. prosinca 2012. (Wayback Machine)
- Profil na Database Olympics